# خليج تايلاند
خليج تايلاند وسمي سابقًا خليج سيام هو خليج يقع في جنوب شرق آسيا، تحيط به كل من تايلاند وفيتنام وكمبوديا وماليزيا. يتفرع الخليج من بحر الصين الجنوبي ويتفرع منه في شماله خليج بانكوك الذي يصب فيه نهر تشاو فرايا، قرب العاصمة التايلندية بانكوك. تصل مساحة الخليج لحوالي 320 ألف كيلومترا مربعا. تكثر فيه الكائنات المرجانية، كما يعد مصدرا للغاز الطبيعي والنفط.
خليج تايلند من المسطحات المائية قليلة العمق، فلا يزيد عمق أعمق مناطقه عن 80 متر مع متوسط عمق يقدر بحوالي 45 متر. بسبب وجود عدد لا بأس به من الأنهار التي تصب في هذا الخليج فإن نسبة ملوحته منخفضة نسبيا.